# Lieveroute
De Lieveroute is een bewegwijzerde fietsroute van 40 km, die start bij het kasteel Dons te Lovendegem. Vervolgens loopt deze route langs landelijke wegen, het Kanaal Gent-Brugge, het Keigatbos te Zomergem en het landelijke Oostwinkel. Het volgt een tijd het Schipdonkkanaal om vanaf de Stoktevijverbrug het pad langs de Lieve te volgen. In Vinderhoute loopt het langs het kasteel Schouwbroek. Verder loopt deze route langs de Van Vlaenderenmolen door de landelijke Kalevallei, om ten slotte opnieuw in Lovendegem te eindigen. Deze route is bekend vanwege de rust langs de kanalen, het doorkruisen van het kastelendorpje Vinderhoute en de talrijke oude hoeven.
De route kan niet meer gereden worden via de zeshoekige witte bordjes want deze zijn allemaal verdwenen. Een alternatieve route kan gereden worden via knooppunten onder de naam "De Lieve Vertelt"